# I'm Gonna Be a Country Girl Again
I'm Gonna Be a Country Girl Again è un album di Buffy Sainte-Marie, pubblicato dalla Vanguard Records nel luglio del 1968. 

## Tracce
Brani composti da Buffy Sainte-Marie, eccetto dove indicato
Lato A
1. I'm Gonna Be a Country Girl Again – 2:57
2. He's a Pretty Good Man If You Ask Me – 2:25
3. Uncle Joe – 1:58 (Brano tradizionale, arrangiamento di Buffy Sainte-Marie)
4. A Soulful Shade Of Blue – 2:14
5. From the Bottom of My Heart – 2:32
6. Sometimes When I Get to Thinkin' – 2:59

Lato B
1. The Piney Wood Hills – 3:04
2. Now That the Buffalo's Gone – 2:52
3. They Gotta Quit Kickin' My Dawg Around – 1:40 (Cy Perkins, Webb M. Oungst)
4. Tall Trees in Georgia – 3:30
5. The Love of a Good Man – 2:52
6. Take My Hand for Awhile – 2:35
7. Gonna Feel Much Better When You're Gone – 1:47

## Musicisti
- Buffy Sainte-Marie - chitarra, scacciapensieri (mouth-bow), voce, arrangiamenti
- Grady Martin - chitarra elettrica
- Ray Edenton - chitarra ritmica
- Velma Smith - chitarra ritmica
- Harald Rugg - chitarra steel
- Lloyd Green - chitarra steel
- Wayne Moss - chitarra basso
- Jerry Shook - chitarra basso
- Junior Huskey (Roy M. Huskey Jr.) - contrabbasso
- Floyd Cramer - pianoforte
- Grover Lavender - fiddle
- Sonny Osborne - banjo
- Buddy Harman - batteria
- Bill Ackerman - batteria
- The Jordanaires - accompagnamento vocale, coro[1][3]